# Jaan Tallinn

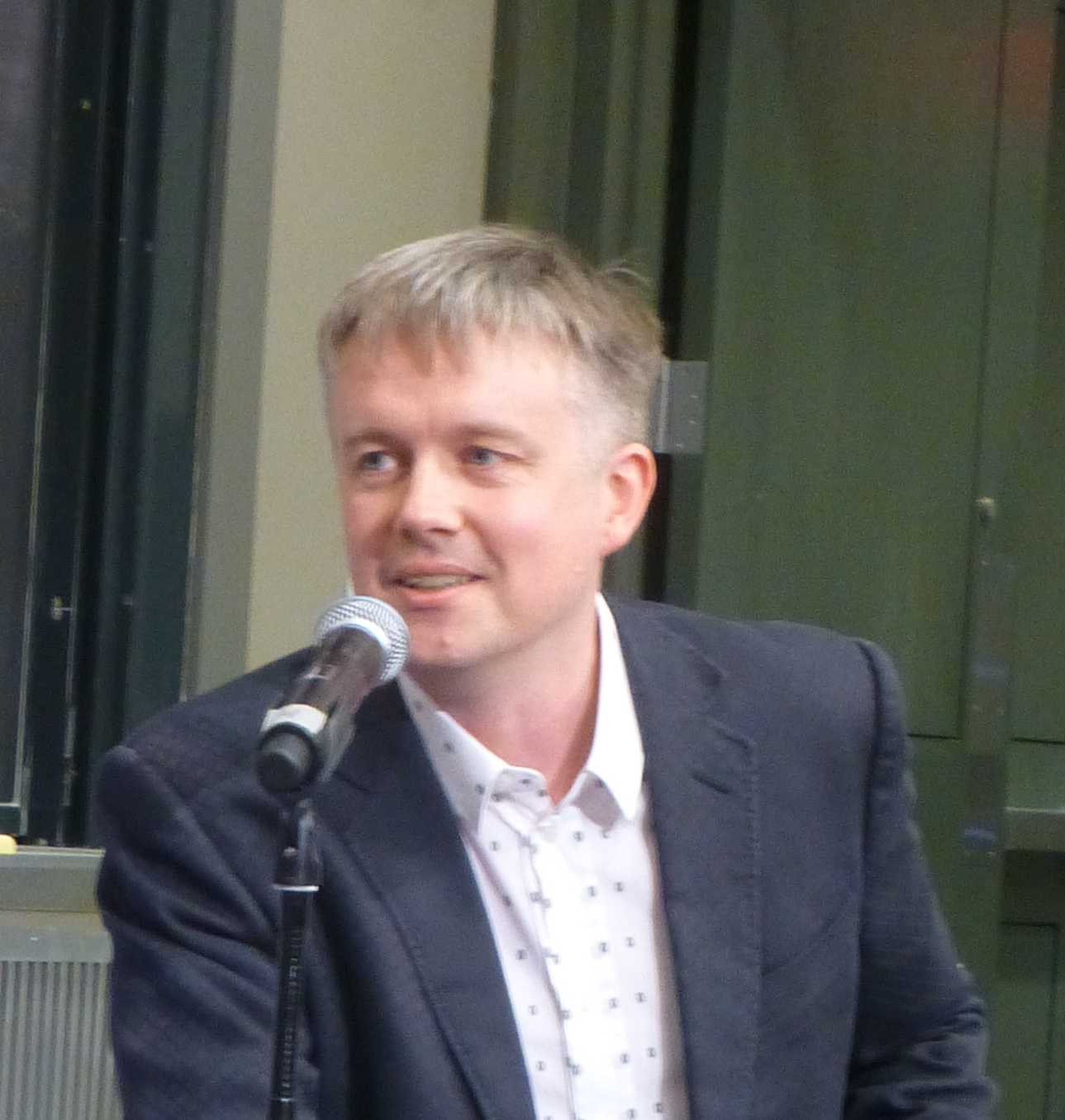
Jaan Tallinn (2014)

Jaan Tallinn (* 14. Februar 1972 in Tallinn) ist ein estnischer Computerprogrammierer und Investor, der für seine Beteiligung an der Entwicklung von Skype und der Filesharing-Anwendung FastTrack/Kazaa bekannt wurde.

## Laufbahn
Jaan Tallinn schloss 1996 sein Studium der Theoretischen Physik an der Universität Tartu mit einer Arbeit ab, in der er sich mit dem Reisen über interstellare Entfernungen mithilfe von Raum-Zeit-Verwerfungen (Warp-Antrieb) beschäftigte. Mit seinen Mitstudenten Ahti Heinla und Priit Kasesalu gründete Tallinn den Spieleentwickler Bluemoon. Das Spiel Kosmonaut von Bluemoon wurde 1989 (SkyRoads ist das Remake von 1993) das erste estnische Spiel, das im Ausland verkauft wurde und dem Unternehmen 5.000 US-Dollar einbrachte. 1999 stand Bluemoon vor dem Konkurs; die Gründer beschlossen deshalb vom Homeoffice aus, für die schwedische Tele2 zu arbeiten. Tallinn entwickelte, während er für Tele2 arbeitete, FastTrack und Kazaa im Auftrag von Niklas Zennström und Janus Friis. Die P2P-Technologie von Kazaa wurde um 2003 als Grundlage für Skype verwendet. Tallinn verkaufte seine Anteile an Skype im Jahr 2005, als das Unternehmen von eBay aufgekauft wurde.
Jaan Tallinn investierte auch in verschiedene Unternehmen, darunter DeepMind, und fungierte als Berater des Präsidenten von Estland. Er gründete 2012 MetaMed, ein Unternehmen für personalisierte medizinische Forschung, welches allerdings 2015 pleiteging. Er gehörte zudem zu den Gründern des Centre for the Study of Existential Risk der University of Cambridge und des Future of Life Institute, welche sich mit Zukunftsforschung beschäftigen.

## Ansichten
Jaan Tallinn gilt als Anhänger des Rationalismus und des Effektiven Altruismus. Tallinn setzt sich nachdrücklich für die Erforschung existenzieller Risiken ein und hat zahlreiche Vorträge zu diesem Thema gehalten. Seine Hauptsorgen gelten der künstlichen Intelligenz, den unbekannten Bedrohungen, die sich aus der technologischen Entwicklung ergeben, und möglichen Risiken der Biotechnologie (z. B. durch Biowaffen). Er ist der Ansicht, dass die Menschheit nicht genug Ressourcen für die langfristige Planung und die Eindämmung von Bedrohungen aufwendet, welche die Menschheit auslöschen könnten.
Tallinn ist ein Anhänger von Kryptowährungen und hält den großen Teil seines Vermögens in Bitcoin und Ethereum.